# Giuseppe Gaudenzi
Giuseppe Gaudenzi (né le 22 août 1875 à Cesenatico et mort en 1966) est un sculpteur italien vivant dans la ville de Porto Alegre dans la première moitié du XXe siècle.

## Biographie

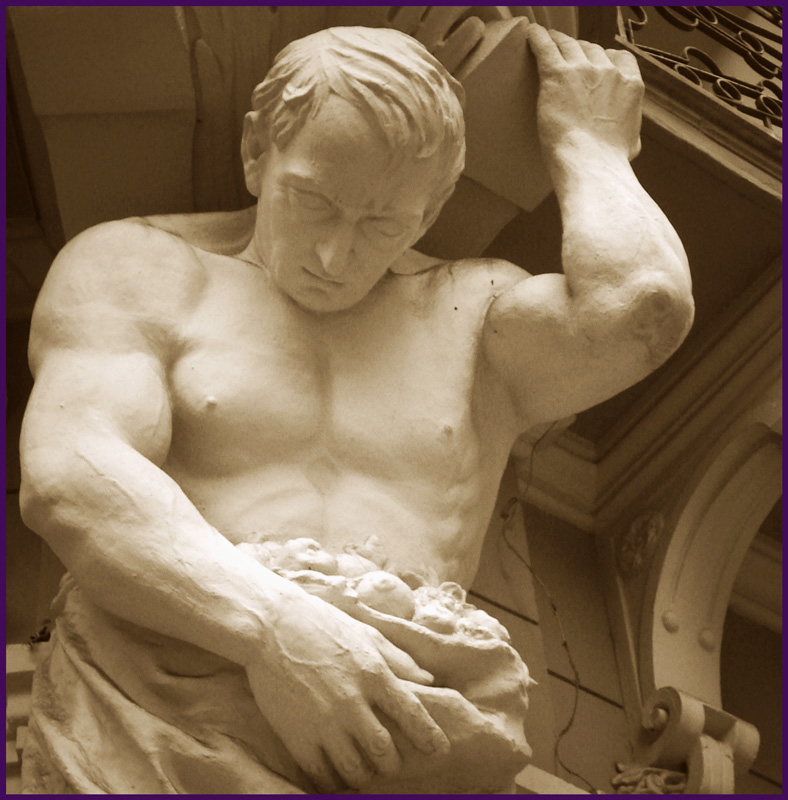
Atlante Jovem, sur la façade de la Confeitaria Rocco

Il est né dans la province de Forlì, en Italie. Il apprend son métier en étudiant le dessin, l'architecture, la peinture et la sculpture à l'École industrielle de Pesaro et à l'Académie des Beaux-Arts de Bologne. À l'Académie royale de Rome, il perfectionne ses études. Ses maîtres sont Giuseppe Cellini en peinture et Ettore Ferrari en sculpture. En 1905, il décore le Salon de Venise.
À cette époque, il est présenté par Pedro Weingärtner à João Lüderitz, professeur à l'école d'ingénierie de Porto Alegre, qui est en Europe avec la mission d'embaucher de nouveaux maîtres. Engagé, il arrive à Porto Alegre en 1909, installant un atelier de sculpture et enseignant à l'Instituto Parobé, étant son premier professeur de mannequinat.
Il réalise plusieurs projets architecturaux dans la capitale du Rio Grande do Sul et la décoration de bâtiments publics et privés, comme les statues de l'ancien bâtiment du Colégio Júlio de Castilhos (aujourd'hui remplacé par un bâtiment moderne) et de la Confeitaria Rocco.
Il est l'un des administrateurs de l' atelier de décoration de João Vicente Friedrichs, où il a conçu des intérieurs, des sculptures et des meubles pour la bibliothèque publique, entre autres œuvres, et a été le premier professeur de dessin de l'important peintre gaucho João Fahrion. À la fin de sa vie, il s'installe à Ilha do Governador dans l'État de Rio de Janeiro, où il se consacre à la pratique de l'aquarelle.